# 高橋成美
高橋 成美（たかはし なるみ、英語: Narumi Takahashi、1992年1月15日 - ）は、千葉県出身の元女性フィギュアスケート選手(ペア)。日本オリンピック委員会理事。渋谷教育学園幕張高等学校、慶應義塾大学総合政策学部卒業。2014年ソチオリンピック日本代表。2012年世界選手権ペア銅メダリスト。パートナーは柴田嶺、アレクサンドル・ザボエフ、木原龍一、マーヴィン・トランなど。

## 経歴

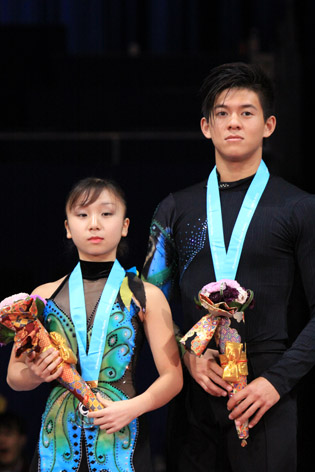
2009ジュニアグランプリファイナル

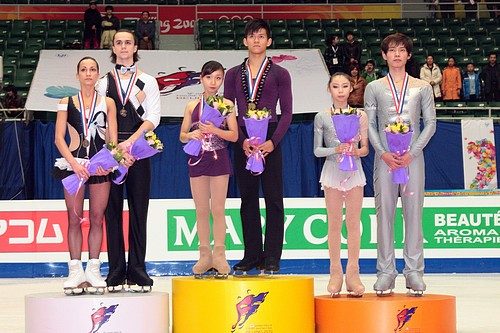
2010ジュニアグランプリファイナル

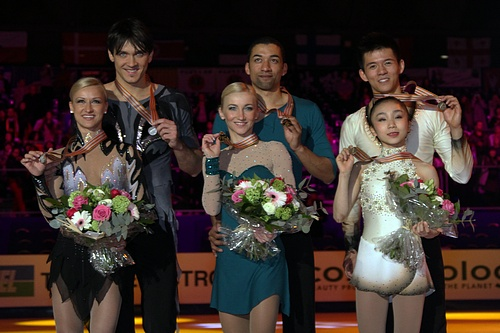
2012世界選手権

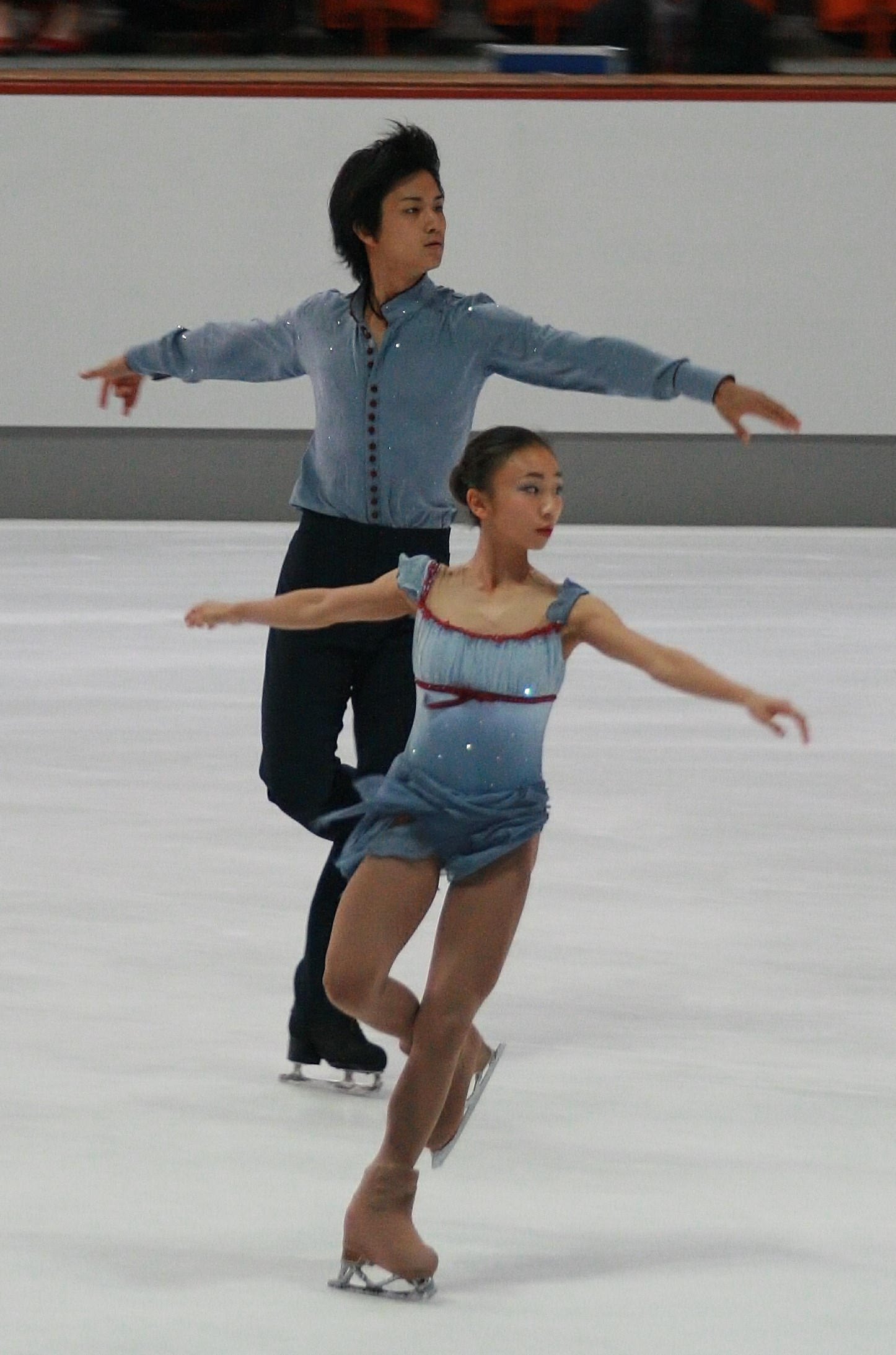
2013年ネーベルホルン杯での高橋成美と木原龍一

3歳の時、姉のあとを追ってスケートを始める。7、8歳で3回転サルコウを跳び、まもなくアクセルを除く5種類の3回転ジャンプを修得。2002年には全日本ノービス選手権Bクラスで3位。父親の転勤に伴い中国へ渡り、12歳まで女子シングルの選手として競技会に出場した後ペアへ転向した。
2004-2005シーズン高瑀とペアを組み、中国選手権シニアクラスで9組中6位。上位との差はあったものの5位以上はすべて歴代中国メダリストだった。
日本に帰国後、山田孔明とペアを組み、7年ぶりの競技者となった2006年全日本ジュニア選手権にただ一組参加。2007-2008シーズンからはカナダ出身のマーヴィン・トランとペアを組み、ISUジュニアグランプリに参戦。この年も全日本ジュニア選手権にただ一組参加した。
2008-2009シーズン、かつてのパートナーと初対戦となったJGPメキシコ杯では4位。JGPジョン・カリー記念で3位となり、JGPファイナルに進出した。初参加の全日本選手権でも再度ただ一組の参加者で、4年ぶりの競技者となった。
2009-2010シーズン、JGPトルン杯では、自身初の優勝、日本スケート連盟に所属したペアでは史上2組目の優勝となった。ジュニアグランプリファイナルでは2位となり、これは当時の日本スケート連盟所属ペアでの史上最高成績である。2010年の世界ジュニア選手権でも銀メダルを獲得した。
2010-2011シーズン、ジュニアとシニアのグランプリシリーズの両方を掛け持ちするシーズンとなった。ジュニアグランプリシリーズでは、2週連続で2位、ジュニアグランプリファイナルでは日本人ペアとしては初めての優勝を果たし、2011年世界ジュニア選手権でも3位となった。
2回目の出場となったNHK杯でシニアの国際大会で初めての表彰台となる3位、続くロステレコム杯では2位となった。GPファイナルへの進出は逃したものの、初参戦となった世界選手権では、9位となった。
2011-2012シーズン、同シーズンからシニアに完全移行し、スケートカナダで4位、NHK杯でフリーと総合でパーソナルベストを更新して2位となり、日本のペア選手としては史上初となるISUグランプリファイナルへの進出を決めたが、6位に終わった。三度目の出場となった四大陸選手権では、SPでパーソナルベストを更新し、4位につけたが、フリーで得点を伸ばせず、総合5位となった。世界選手権では、SPはほぼミスのない演技で3位、FSもミスを最小限に演技をまとめ3位、パーソナルベストを17点余り更新し、総合3位。日本スケート連盟所属ペアとしてシニア世界選手権初のメダルを獲得した。シーズン最終戦の国別対抗戦では、SPは1位で発進するもFSでの転倒等のジャンプミスが重なり、トータルで2位と0.06ポイント差の3位となった。
2012年4月、練習中に負傷し、左反復性肩関節脱臼と診断された。10月30日には以前より痛めていた右膝も同時に手術を行い、完全復帰に約半年を要した。2012年12月18日、マーヴィン・トランとのペア解消、新たなパートナーを探すことを発表した。
2013年1月30日に日本スケート連盟より、日本男子シングルだった木原龍一とのペア結成が発表された。2013-2014シーズン、ネーベルホルン杯では11位だったが、エストニアが枠を返上したことにより、繰り上がりで団体戦と共に個人戦のソチオリンピックへの初出場が決定した。2014年2月のソチ五輪本番では、団体戦で日本代表として総合5位（SP8位・FS5位）、ペア個人戦はSP18位。自身2年ぶり出場となった同年3月の世界選手権ではSP17位、FS（SP16位以内でFS進出）へは進めなかった。
2015年3月31日、2014-2015シーズン限りで木原とのペア解消を発表した。7月6日、ロシア人のアレクサンドル・ザボエフとのペア結成を発表した。しかし資金難により年内でペアは解散した。
2016年5月18日、2010年に引退していた柴田嶺とのペア結成が発表された。
2018年3月、日本スケート連盟に引退届を提出し現役を引退した。
2019年5月、アイスホッケーに転向、昭和大学のクラブチーム「ブルーウィンズ」の一員となる。
2020年7月、松竹芸能入り、松竹芸能にとって初の元五輪選手出身の所属タレントとなる。
2021年6月25日、日本オリンピック委員会（JOC）の理事に選出された。

## 人物
- エフゲニー・プルシェンコのNHK杯でのエキシビジョンの演技をテレビで見て憧れを抱き、フィギュアスケーターとしてスケートを続けていこうと思った[18]。
- 2022年10月16日、LGBTQなどの性的少数者とスポーツに関する情報発信をしている「プライドハウス東京」のトークイベントにおいて、自らが性的マイノリティー（少数者）であることを告白した。
- 2023年10月6日放送回で『クイズ!あなたは小学5年生より賢いの?（日本テレビ）』に挑戦者として出演するも、6問目で敗退となる。

同年11月10日放送回でリベンジとして挑戦するも、1問目の「平家物語」の冒頭に関する問題で「祇園精舎の鐘の音」と回答したため、敗退となった。
3回目の挑戦の2024年1月5日の放送回では、最終問題（300万円問題）を含めた問題11問のほとんどが対策済みで、2024年初の300万円獲得者となった。
- 現役当時は減量により、生理が来たのは引退後の26歳の頃という[19]。

## 主な戦績

### ペア

#### 2013-2014シーズンから
- 2014-2015シーズンまでは木原龍一とのペア
- 2016-2017シーズンからは柴田嶺とのペア

| 大会/年              | 2013-14 | 2014-15 | 2015-16 | 2016-17 | 2017-18 |
| -------------------- | ------- | ------- | ------- | ------- | ------- |
| 冬季オリンピック     | 18      |         |         |         |         |
| 世界選手権           | 17      | 19      |         |         |         |
| 四大陸選手権         |         | 10      |         |         |         |
| 全日本選手権         | 1       | 1       |         | 4       |         |
| アジア冬季大会       |         |         |         | 6       |         |
| GP NHK杯             | 8       | 7       |         |         |         |
| GPロステレコム杯     | 8       | 7       |         |         |         |
| CSオータムクラシック |         | 9       |         |         |         |
| CSネーベルホルン杯   | 11      | 7       |         |         |         |
| アジアフィギュア杯   |         |         |         |         | 3       |
| ロンバルディア杯     | 7       |         |         |         |         |
| 団体戦               |         |         |         |         |         |
| 冬季オリンピック     | 5 団体  |         |         |         |         |

#### 2011-2012シーズンまで
- 2004-2005シーズンは高瑀とのペア
- 2006-2007シーズンは山田孔明とのペア
- 2011-2012シーズンまではマーヴィン・トランとのペア

| 大会/年               | 2004-05 | 2005-06 | 2006-07 | 2007-08 | 2008-09 | 2009-10 | 2010-11 | 2011-12 |
| --------------------- | ------- | ------- | ------- | ------- | ------- | ------- | ------- | ------- |
| 世界選手権            |         |         |         |         |         |         | 9       | 3       |
| 四大陸選手権          |         |         |         |         |         | 5       | 7       | 5       |
| 全日本選手権          |         |         |         |         | 1       | 1       | 1       | 1       |
| 中国選手権            | 6       |         |         |         |         |         |         |         |
| GPファイナル          |         |         |         |         |         |         |         | 6       |
| GPスケートカナダ      |         |         |         |         |         |         |         | 4       |
| GPNHK杯               |         |         |         |         |         | 8       | 3       | 2       |
| GPロシア杯            |         |         |         |         |         |         | 2       |         |
| 世界Jr.選手権         |         |         |         | 15      | 7       | 2       | 3       |         |
| 全日本Jr.選手権       |         |         | 1       | 1       |         |         |         |         |
| JGPファイナル         |         |         |         |         | 7       | 2       | 1       |         |
| JGPジョン・カリー記念 |         |         |         |         | 3       |         | 2       |         |
| JGP B,シュベルター杯  |         |         |         | 6       |         |         | 2       |         |
| JGPトルン杯           |         |         |         |         |         | 1       |         |         |
| JGPレークプラシッド   |         |         |         |         |         | 3       |         |         |
| JGPメキシコ杯         |         |         |         |         | 4       |         |         |         |
| JGPタリン杯           |         |         |         | 12      |         |         |         |         |
| 団体戦                |         |         |         |         |         |         |         |         |
| 世界国別対抗戦        |         |         |         |         | T3 / P6 |         |         | T1 / P3 |

#### 詳細
| 2017-2018 シーズン |                                  |         |         |          |
| 開催日             | 大会名                           | SP      | FS      | 結果     |
| 2017年8月2日 - 5日 | 2017年アジアフィギュア杯（香港） | 2 42.78 | 2 89.56 | 3 132.34 |

| 2016-2017 シーズン    |                                              |         |         |          |
| 開催日                | 大会名                                       | SP      | FS      | 結果     |
| 2017年2月23日 - 25日  | 2017年アジア冬季競技大会（札幌）             | 5 48.78 | 6 81.75 | 6 130.53 |
| 2016年12月22日 - 25日 | 第85回全日本フィギュアスケート選手権（門真） | 4 43.25 | 4 79.13 | 4 122.38 |

| 2014-2015 シーズン    |                                                                      |          |          |           |
| 開催日                | 大会名                                                               | SP       | FS       | 結果      |
| 2015年3月23日 - 29日  | 2015年世界フィギュアスケート選手権（上海）                           | 19 44.54 | -        | 19        |
| 2015年2月9日 - 15日   | 2015年四大陸フィギュアスケート選手権（ソウル）                       | 10 45.63 | 10 87.21 | 10 132.84 |
| 2014年12月25日 - 28日 | 第83回全日本フィギュアスケート選手権（長野）                         | 1 50.18  | 1 100.76 | 1 150.94  |
| 2014年11月28日 - 30日 | ISUグランプリシリーズ NHK杯（門真）                                  | 7 45.35  | 7 85.91  | 7 131.26  |
| 2014年11月14日 - 16日 | ISUグランプリシリーズ ロステレコム杯（モスクワ）                     | 7 47.68  | 7 84.92  | 7 132.60  |
| 2014年10月14日 - 17日 | ISUチャレンジャーシリーズ スケートカナダオータムクラシック（バリー） | 9 39.80  | 9 72.62  | 9 112.42  |
| 2014年9月24日 - 27日  | ISUチャレンジャーシリーズ ネーベルホルン杯（オーベルストドルフ）     | 7 46.83  | 7 87.76  | 7 134.59  |

| 2013-2014 シーズン    |                                                              |          |          |           |
| 開催日                | 大会名                                                       | SP       | FS       | 結果      |
| 2014年3月24日 - 30日  | 2014年世界フィギュアスケート選手権（さいたま）               | 17 49.54 | -        | 17        |
| 2014年2月6日 - 22日   | ソチオリンピック（ソチ）                                     | 18 48.45 | -        | 18        |
| 2014年2月6日 - 22日   | ソチオリンピック 団体戦（ソチ）                              | 8 46.56  | 5 86.33  | 5 団体    |
| 2013年12月20日 - 23日 | 第82回全日本フィギュアスケート選手権（さいたま）             | 1 54.62  | 1 94.86  | 1 149.48  |
| 2013年11月22日 - 24日 | ISUグランプリシリーズ ロステレコム杯（モスクワ）             | 8 48.64  | 8 92.77  | 8 141.41  |
| 2013年11月8日 - 10日  | ISUグランプリシリーズ NHK杯（東京）                          | 7 49.54  | 8 86.59  | 8 136.13  |
| 2013年9月25日 - 28日  | 2013年ネーベルホルン杯（オーベルストドルフ）                 | 8 49.42  | 13 80.12 | 11 129.54 |
| 2013年9月19日 - 22日  | 2013年ロンバルディアトロフィー（セスト・サン・ジョヴァンニ） | 7 47.98  | 7 90.05  | 7 138.03  |

| 2011-2012 シーズン     |                                                              |         |          |          |
| 開催日                 | 大会名                                                       | SP      | FS       | 結果     |
| 2012年4月18日 - 22日   | 2012年世界フィギュアスケート国別対抗戦（東京）               | 1 64.92 | 4 112.64 | 3 177.56 |
| 2012年3月26日 - 4月1日 | 2012年世界フィギュアスケート選手権（ニース）                 | 3 65.37 | 3 124.32 | 3 189.69 |
| 2012年2月7日 - 12日    | 2012年四大陸フィギュアスケート選手権（コロラドスプリングス） | 4 61.54 | 5 109.57 | 5 171.11 |
| 2011年12月23日 - 25日  | 第80回全日本フィギュアスケート選手権（門真）                 | 1 57.42 | 1 107.55 | 1 164.97 |
| 2011年12月8日 - 11日   | 2011/2012 ISUグランプリファイナル（ケベックシティ）          | 6 59.54 | 6 104.88 | 6 164.42 |
| 2011年11月11日 - 13日  | ISUグランプリシリーズ NHK杯（札幌）                          | 2 57.89 | 2 114.20 | 2 172.09 |
| 2011年10月27日 - 30日  | ISUグランプリシリーズ スケートカナダ（ミシサガ）             | 3 60.60 | 5 108.81 | 4 169.41 |

| 2010-2011 シーズン      |                                                                |         |           |          |
| 開催日                  | 大会名                                                         | SP      | FS        | 結果     |
| 2011年4月24日 - 5月1日  | 2011年世界フィギュアスケート選手権（モスクワ）                 | 6 59.16 | 10 100.94 | 9 160.10 |
| 2011年2月28日 - 3月6日  | 2011年世界ジュニアフィギュアスケート選手権（江陵）             | 2 57.85 | 3 96.67   | 3 154.52 |
| 2011年2月15日 - 20日    | 2011年四大陸フィギュアスケート選手権（台北）                   | 8 50.25 | 7 102.38  | 7 152.63 |
| 2010年12月23日 - 25日   | 第79回全日本フィギュアスケート選手権（長野）                   | 1 56.80 | 1 115.25  | 1 172.05 |
| 2010年12月9日 - 12日    | 2010/2011 ISUジュニアグランプリファイナル（北京）              | 1 53.94 | 1 105.58  | 1 159.52 |
| 2010年11月18日 - 21日   | ISUグランプリシリーズ ロステレコム杯（モスクワ）               | 2 55.90 | 3 109.57  | 2 165.47 |
| 2010年10月22日 - 24日   | ISUグランプリシリーズ NHK杯（名古屋）                          | 3 57.23 | 4 98.43   | 3 155.66 |
| 2010年10月6日 - 9日     | ISUジュニアグランプリ ブラエオン・シュベルター杯（ドレスデン） | 1 56.43 | 2 102.95  | 2 159.38 |
| 2010年9月29日 - 10月2日 | ISUジュニアグランプリ ジョン・カリー記念（シェフィールド）     | 4 43.76 | 1 100.93  | 2 144.69 |

| 2009-2010 シーズン    |                                                            |         |          |          |
| 開催日                | 大会名                                                     | SP      | FS       | 結果     |
| 2010年3月8日 - 14日   | 2010年世界ジュニアフィギュアスケート選手権（ハーグ）       | 2 59.54 | 2 97.69  | 2 157.23 |
| 2010年1月25日 - 31日  | 2010年四大陸フィギュアスケート選手権（全州）               | 7 53.74 | 5 98.09  | 5 151.83 |
| 2009年12月25日 - 27日 | 第78回全日本フィギュアスケート選手権（門真）               | 1 50.96 | 1 100.21 | 1 151.17 |
| 2009年12月3日 - 6日   | 2009/2010 ISUジュニアグランプリファイナル（東京）          | 2 54.44 | 2 91.36  | 2 145.80 |
| 2009年11月5日 - 8日   | ISUグランプリシリーズ NHK杯（長野）                        | 8 39.80 | 8 79.68  | 8 119.48 |
| 2009年9月9日 - 13日   | ISUジュニアグランプリ トルン杯（トルン）                   | 1 54.53 | 2 95.50  | 1 150.03 |
| 2009年9月2日 - 5日    | ISUジュニアグランプリ レークプラシッド（レークプラシッド） | 5 39.64 | 2 89.70  | 3 129.34 |

| 2008-2009 シーズン     |                                                            |         |         |          |
| 開催日                 | 大会名                                                     | SP      | FS      | 結果     |
| 2009年4月16日 - 19日   | 2009年世界フィギュアスケート国別対抗戦（東京）             | 6 43.00 | 5 82.91 | 6 125.91 |
| 2009年2月23日 - 3月1日 | 2009年世界ジュニアフィギュアスケート選手権（ソフィア）     | 8 45.98 | 7 80.66 | 7 126.64 |
| 2008年12月25日 - 27日  | 第77回全日本フィギュアスケート選手権（長野）               | 1 45.94 | 1 87.35 | 1 133.29 |
| 2008年12月10日 - 14日  | 2008/2009 ISUジュニアグランプリファイナル（高陽）          | 8 34.24 | 7 71.80 | 7 106.04 |
| 2008年10月15日 - 18日  | ISUジュニアグランプリ ジョン・カリー記念（シェフィールド） | 3 50.06 | 4 81.04 | 3 131.10 |
| 2008年9月10日 - 14日   | ISUジュニアグランプリ メキシコ杯（メキシコシティ）         | 5 45.67 | 4 74.45 | 4 120.12 |

| 2007-2008 シーズン     |                                                                |          |          |           |
| 開催日                 | 大会名                                                         | SP       | FS       | 結果      |
| 2008年2月25日 - 3月2日 | 2008年世界ジュニアフィギュアスケート選手権（ソフィア）         | 13 42.97 | 15 70.26 | 15 113.23 |
| 2007年11月24日 - 25日  | 第76回全日本フィギュアスケートジュニア選手権（仙台）           | 1 36.84  | 1 67.52  | 1 104.36  |
| 2007年10月10日 - 14日  | ISUジュニアグランプリ ブラオエン・シュベルター杯（ケムニッツ） | 5 43.56  | 6 70.26  | 6 113.82  |
| 2007年9月20日 - 23日   | ISUジュニアグランプリ タリン杯（タリン）                       | 14 36.53 | 10 72.37 | 12 108.90 |

| 2005-2006 シーズン    |                                                      |         |         |         |
| 開催日                | 大会名                                               | SP      | FS      | 結果    |
| 2005年12月25日 - 26日 | 第75回全日本フィギュアスケートジュニア選手権（広島） | 1 31.44 | 1 55.79 | 1 87.23 |

| 2004-2005 シーズン   |                                |    |    |      |
| 開催日               | 大会名                         | SP | FS | 結果 |
| 2004年12月9日 - 11日 | 2004全国花様滑冰錦標賽（北京） | 7  | 6  | 6    |

### シングル

#### 詳細
| 2008-2009 シーズン |                                  |        |      |
| 開催日             | 大会名                           | クラス | 結果 |
| 2003年3月13日-15日 | ムラドストトロフィー（ザグレブ） | デブス | 9    |

## プログラム使用曲
| シーズン  | SP                                                                    | FS | EX                                                                               |
| --------- | --------------------------------------------------------------------- | --- | -------------------------------------------------------------------------------- |
| 2017-2018 | A Moment to Remember 作曲：大島ミチル 振付：マリナ・ズエワ            | 映画『ニュー・シネマ・パラダイス』より 作曲：エンニオ・モリコーネ 振付：マッシモ・スカリ                                                                           |                                                                                  |
| 2016-2017 | タイスの瞑想曲 作曲：ジュール・マスネ                                 | 歌劇『トゥーランドット』より 作曲：ジャコモ・プッチーニ |                                                                                  |
| 2014-2015 | Bossa Nova Baby ボーカル：エルヴィス・プレスリー 振付：マリナ・ズエワ | ザッツ・エンターテインメント 作曲：アーサー・シュワルツ Love is Here to Stay I'll Build a Stairway to Paradise 作曲：ジョージ・ガーシュウィン 振付：マリナ・ズエワ | Fireflies 曲：アウル・シティー                                                   |
| 2013-2014 | 歌劇『サムソンとデリラ』より 作曲：カミーユ・サン＝サーンス           | ミュージカル『レ・ミゼラブル』より 作曲：クロード＝ミシェル・シェーンベルク                                                                                        | Fireflies 曲：アウル・シティー                                                   |
| 2012-2013 | 消えゆく太陽 作曲：ビル・ウィザース                                   | 映画『恋の手ほどき』サウンドトラックより メイン・タイトル ユー・ネヴァー・トールド・ミー ジジの大事件 ガストンの決意 作曲：アンドレ・プレヴィン                    | Runaway Baby 曲：ブルーノ・マーズ                                                |
| 2011-2012 | イマジン 作曲：ジョン・レノン                                         | ケベックの協奏曲 作曲：アンドレ・マシュー | おしゃべりはやめて by エルヴィス・プレスリー恋のサバイバル by グロリア・ゲイナー |
| 2010-2011 | Feeling Good 作曲：マイケル・ブーブレ                                 | 想いの届く日 演奏：ラウル・ディ・ブラシオ | 恋のサバイバル by グロリア・ゲイナー                                             |
| 2009-2010 | Farrucas 演奏：ペペ・ロメロ Chano Lobato Maria Madgalena Paco Romero  | 歌劇『蝶々夫人』より 作曲：ジャコモ・プッチーニ 梁山伯と祝英台 作曲：何占豪、陳鋼 演奏：ヴァネッサ・メイ                                                           | ブラック・ベティ by ラム・ジャム                                                 |
| 2008-2009 | Din Daa Da 作曲：ジョージ・クランゼ Seventeen Years 演奏：ラタタット  | 歌劇『蝶々夫人』より 作曲：ジャコモ・プッチーニ 梁山伯と祝英台 作曲：何占豪、陳鋼 演奏：ヴァネッサ・メイ                                                           |                                                                                  |
| 2006-2007 | カプリス                                                              | キスメット |                                                                                  |

## メディア出演

### テレビ
- ローカル路線バス乗り継ぎ対決旅　陣取り合戦第12弾　in宮城（2023年8月23日、テレビ東京）
- クイズ!あなたは小学5年生より賢いの?（2023年10月6日・11月10日・2024年1月5日、日本テレビ） - 挑戦者として
  - 初挑戦の2023年8月23日放送回では6問目で敗退。
  - 2回目の同年11月10日放送回では1問目で敗退。
  - 3回目の挑戦で300万円獲得、歴代挑戦者の中で再挑戦までの期間が約1〜2ヶ月と最短期間での賞金獲得となっている。

### 映画
- 月下香（2022年10月28日、テンダープロ） - 橋本菜摘 役[23]